# Robson Bight
Robson Bight ist eine kleine Bucht an der Nordostküste von Vancouver Island am Westende der Johnstone Strait gegenüber von West Cracroft Island in der kanadischen Provinz British Columbia. Sie schließt einen geschützten Lebensraum, das Robson Bight (Michael Bigg) Ecological Reserve, von Schwertwalen ein und ist für ihre Whale-rubbing Beaches bekannt. Landseitig schließt sich der Lower Tsitika River Provincial Park, einer der Provincial Parks in British Columbia, an das die Bucht und den Küstenstreifen umfassende Schutzgebiet an. Der nächste Zugangspunkt ist Telegraph Cove an der Ostküste der nördlichen Vancouver Island.

## Schutzgebiet
Das Robson Bight (Michael Bigg) Ecological Reserve wurde 1982 als Schutzgebiet für Schwertwale eingerichtet. Das Gebiet, 10 km südöstlich von Telegraph Cove und 40 km von Port McNeill entfernt, ist gesperrt. Der Zugang von See oder von Land zum Schutzgebiet ist verboten. Das Robson Bight Warden Program wird von der Cetus Research and Conservation Society durchgeführt. Dieses Programm klärt Besucher des Gebiets über das Schutzgebiet auf und versucht, sie von den Grenzen fernzuhalten. Das Schutzgebiet erstreckt sich über die Fläche, die durch Markierungen 1 km vom Strand entfernt an beiden Enden des Gebiets angebracht sind. Die Gesamtfläche des Schutzgebiets umfasst mitsamt an Land gelegener Flächen 5.460 ha. Es ist nach dem verstorbenen Schwertwal-Forscher Michael Bigg benannt.

## Name
Robson Bight ist nach Charles Rufus Robson benannt, Lieutenant Commander des Kanonenboots HMS Forward, der am 5. November 1861 in Victoria (British Columbia) nach einer verdienstvollen Karriere an einem Sturz vom Pferd starb.:426 :228

## Öl-Unfall
Am 20. August 2007 verlor ein Leichter mit Fahrzeugen und forstwirtschaftlichen Geräten an Bord 11 dieser Geräte innerhalb der Grenzen des Schutzgebiets. Am 18. April 2008 meldete das British Columbia Ministry of the Environment der Bundes- und der Provinzregierung die Absicht, die Kosten für die Bergung der Geräte teilweise zu übernehmen.  Die Geräte, die in 350 m Tiefe lagen und 10.000 Liter Diesel enthielten, wurden am 20. Mai 2009 erfolgreich geborgen, nachdem zunächst das gesunkene Tankfahrzeug mit einem gelben Container umschlossen wurde, um ein Auslaufen des Diesels zu verhindern. Anschließend wurde der Container per Kran auf einen Leichter gehoben.